# 의정부지방법원 고양지원
의정부지방법원 고양지원은 의정부지방법원의 관할 사건 중에서 고양시, 파주시를 관할하는 사건을 재판하는 법원이다.

## 관할 구역
- 고양시, 파주시

## 지원장
| 순번 | 이름   | 재임 기간                         |
| ---- | ------ | --------------------------------- |
| 1대  | 이종오 | 2003년 3월 1일 ~ 2005년 11월 20일 |
| 2대  | 강현   | 2006년 2월 20일 ~ 2007년 2월 20일 |
| 3대  | 이석웅 | 2007년 2월 21일 ~ 2008년 2월 20일 |
| 4대  | 강재철 | 2008년 2월 21일 ~ 2011년 2월 27일 |
| 5대  | 배광국 | 2011년 2월 28일 ~ 2012년 2월 15일 |
| 6대  | 조원철 | 2012년 2월 27일 ~ 2015년 2월 12일 |
| 7대  | 고영구 | 2015년 2월 13일 ~ 2018년 2월 25일 |
| 8대  | 김연하 | 2018년 2월 26일 ~ 현재            |

## 조직
- 사무국장
- 총무과
  - 총무과장
  - 인사
  - 서무,통계
  - 재무
  - 관리
  - 지출
  - 도서
  - 가족관계등록, 협의이혼
- 종합민원실
  - 종합민원실장
  - 서무, 신청해제
  - 공탁, 보관금
  - 민사접수
  - 가사접수
  - 신청접수
  - 형사, 개명, 가족관계등록비송접수
  - 제증명발급, 채권배당
  - 신청단독
  - 신청합의
  - 신청보존, 담보취소
  - 민원안내지원센터
  - 기타집행접수
  - 기타집행 1~3계 결정
  - 기타집행 해제
  - 소송비용 확정(신청)
- 민사과
  - 민사과장
  - 서무,보존,소송비용액확정(민사)
  - 제1~3민사부
  - 제1가사부, 가사비송합의
  - 제1~8민사단독
  - 제11민사단독, 이행권고
  - 제13민사단독, 이행권고
  - 제1~2가사단독
  - 제1,2가사비송단독
  - 제22민사단독
- 민사신청과
  - 민사신청과장
  - 서무, 공시최고, 임차권등기
  - 경매접수
  - 신청기타 등 접수
  - 경매1~13계
  - 경매보조, 경매보존
  - 재산명시
  - 재산조회, 과태료
  - 지급명령(종이)
  - 지급명령(전자독촉)
  - 제소전 화해, 채무불이행자 명부
- 형사과
  - 형사과장
  - 서무,통계
  - 제1형사부
  - 제1형사단독
  - 제11형사부, 2형사단독
  - 제3~7형사단독
  - 영장
  - 약식
  - 증인지원관

## 재판 개정
- 월요일: 제7형사단독, 제22민사단독 신청(월1회)
- 화요일: 제1민사부, 제3민사부, 제13민사단독, 제2가사단독. 제1형사부, 제2형사단독, 제3형사단독, 제4형사단독, 제11민사부 신청(격주), 제12민사부 신청(격주), 제21민사단독 신청(월1회)
- 수요일: 제2민사부, 제3민사단독, 제6민사단독, 제8민사단독, 제11민사단독, 제1형사단독, 제5형사단독. 제6형사단독,
- 목요일: 제3민사부, 제1민사단독, 제2민사단독, 제5민사단독. 제1가사단독, 제2형사단독, 제3형사단독, 제4형사단독, 제7형사단독
- 금요일: 제1민사부, 제2민사부, 제4민사단독, 제7민사단독, 제1가사부, 제1형사부, 제1형사단독, 제5형사단독, 제6형사단독

## 시군법원
- 파주시법원

## 등기소
- 고양등기소
  - 등기소장
  - 민원
  - 등기사항증명서 발급, 통계
  - 민원실장, 법인등기
  - 신청서 접수
  - 등기필증 교부, 제증명
  - 행정서무
  - 전산입력, 확정일자
  - 조사1~10계
  - 집행관사무소
  - 당직실
- 파주등기소

## 같이 보기
- 대법원
- 의정부지방법원